# Marks voetbalkampioenschap 1909/10 (Brandenburg)
In 1909/10 werd het negende Marks voetbalkampioenschap gespeeld, dat georganiseerd werd door de Markse voetbalbond. 
FC Tasmania Rixdorf werd kampioen. De club mocht ook aantreden in de nationale eindronde. De club won in de voorronde met 5:1 van Prussia-Samland Königsberg en verloor dan in de eerste ronde met 6:0 van FV Holstein Kiel.

## 1. Klasse
| Plaats | Club                           | Wed. | W | G | V | Saldo | Ptn   |
| ------ | ------------------------------ | ---- | - | - | - | ----- | ----- |
| 1.     | FC Tasmania Rixdorf            | 16   |   |   |   |       | 28:4  |
| 2.     | Berliner FC Vorwärts 1890      | 16   |   |   |   |       | 23:9  |
| 3.     | Berolina SC 01                 | 16   |   |   |   |       | 23:9  |
| 4.     | BSV Norden-Nordwest            | 16   |   |   |   |       | 16:16 |
| 5.     | FC Viktoria Spandau            | 16   |   |   |   |       | 16:16 |
| 6.     | SC Westen 05                   | 16   |   |   |   |       | 12:20 |
| 7.     | SC Teutonia 1899 Berlin        | 16   |   |   |   |       | 9:23  |
| 8.     | Spandauer SC Germania 1904     | 16   |   |   |   |       | 8:24  |
| 9.     | SC Frisch-Auf 1901 Lichtenberg | 16   |   |   |   |       | 8:24  |

|  | Kampioen                                             |
|  | Wisselden na dit seizoen naar een andere voetbalbond |
|  | Degradatie                                           |

## 2. Klasse
Niet meer alle uitslagen zijn bekend. 
| Plaats | Club                            |
| ------ | ------------------------------- |
| 1.     | BSC Eintracht 01 Weißensee      |
| 2.     | Lichtenberger SC Brandenburg 02 |
| 3.     | SC Wacker 04 Tegel              |
| 4.     | Hertha 06 Weißensee             |
| 5.     | Rixdorfer FC Normannia 1895     |
| 6.     | Schöneberger TuFC Sportlust 04  |
| 7.     | SC Germania Spandau 1895        |
| 8.     | FC Deutschland Lichtenberg 1902 |
| 9.     | SC Olymp 1900 Berlin            |

|  | Kampioen |